# HAVi
HAVi（Home Audio/Video Interoperability、ハビ）は、デジタルオーディオ、デジタルビデオ等の家庭用AV機器を、IEEE 1394を使ってネットワーク接続するための共通基盤の名称。ホームネットワーク上で異なるベンダー製品の相互運用を可能にすることを目指す。

## HAVi仕様
HAVi仕様では、製品製造者やサードパーティーがアプリケーション開発可能なAPIセットを規定している。ホームネットワークを分散コンピューティング環境とみなしており、ネットワーク中にPCのような制御用の単一マスターデバイスを必要としない点が特徴。ネイティブコードによる開発のみではなく将来拡張のためにJavaを利用可能な仕様となっている。

## HAVi推進協会
1999年11月、ソニー、日立製作所、フィリップス、トムソンなど8社によりHAVi推進協会（HAVi Organization）が創設された。HAViを利用した最終製品はロイヤリティとして0.10USドルを支払うこととなっている。